# Athos Damasceno Ferreira
Athos Damasceno Ferreira (Porto Alegre, 3 de setembro de 1902 – Porto Alegre, 14 de abril de 1975) foi um poeta, romancista, cronista, tradutor, jornalista, crítico literário e historiador brasileiro. É tido como o mais importante historiador e cronista da cidade de Porto Alegre, é o fundador da historiografia da arte no estado do Rio Grande do Sul, e deixou destacada contribuição para a historiografia estadual nos campos da cultura e sociedade, sendo um pioneiro no estudo de vários temas. Foi um defensor da reavaliação dos regionalismos e um refinado poeta e novelista, embora nesta área seja pouco lembrado.

## Carreira

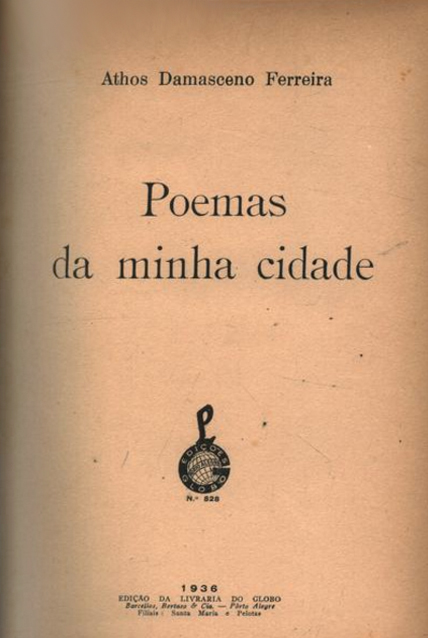
Capa do livro Poemas da Minha Cidade (1936).

Era filho de João Armando Damasceno Ferreira e Ana Dias da Silva. Fez os primeiros estudos em colégios religiosos, depois estudou Línguas com Ildefonso Gomes e Humanidades com Henrique Emílio Meyer, e chegou a iniciar um curso de Direito no Rio de Janeiro, mas não o concluiu, voltando a Porto Alegre e tornando-se funcionário público estadual, trabalhando na Secretaria do Interior e depois na Secretaria de Educação e Cultura, onde aposentou-se chefiando a Diretoria de Letras. Desde 1917 atuou como jornalista e cronista, colaborando em revistas e jornais como Máscara, Província de São Pedro, Eco do Sul, Ilustração Rio-Grandense, Tribuna Ilustrada, Gazeta do Povo, A Federação, Diário de Notícias e Correio do Povo. Foi ainda tradutor da Editora Globo, um dos fundadores da Fundação Eduardo Guimarães, que veio a presidir, e membro do Instituto Histórico e Geográfico do Rio Grande do Sul e da Comissão Estadual do Folclore.
Passou a sua vida em Porto Alegre, cidade da qual seria o mais prolífico historiador e cronista. Guilhermino César disse que ele produziu "a maior escrita de um homem só sobre a capital do Rio Grande do Sul". Deixou obras essenciais para o conhecimento da evolução urbana, cultural e social da cidade, além de cantá-la em poesias e descrevê-la pitorescamente em seus contos, novelas e suas muitas crônicas. São importantes neste grupo obras como Poemas da Minha Cidade (poesias, 1936), Imagens Sentimentais da Cidade (crônicas, 1940), Jornais Críticos e Humorísticos de Porto Alegre no século XIX (história cultural, 1954), O Teatro em Porto Alegre no século XIX (história cultural, 1954), Palco, Salão e Picadeiro em Porto Alegre no Século XIX, (história cultural, 1956), Sociedades Literárias em Porto Alegre no Século XIX (história cultural, 1962), O Carnaval Porto-alegrense no Século XIX (história cultural, 1970), Colóquios com a minha Cidade (crônicas, 1974) e Imprensa Literária de Porto Alegre no Século XIX (história cultural, 1975).
Mas seu trabalho não se limitou à capital do estado, sendo o pioneiro na escrita da história geral das artes rio-grandenses com seu clássico Artes Plásticas no Rio Grande do Sul (1971), que vai às fontes primitivas da arte estadual e traça um amplo panorama de seu desenvolvimento até o século XX, até hoje uma referência fundamental e, em seu largo escopo, ainda não ultrapassada, obra que foi complementada por muitos artigos avulsos. Outras obras que merecem nota são Apontamentos para os estudo da indumentária no Rio Grande do Sul (1957) e Imprensa Caricata do Rio Grande do Sul no século XIX (1962), estudos pioneiros em seu gênero; as variadas colaborações que deixou para a série Fundamentos da Cultura Rio-Grandense, publicada em vários volumes entre 1950 e 1960, tratando entre outros aspectos dos viajantes estrangeiros, da imprensa e da indumentária no Rio Grande do Sul, e O Teatro São Pedro na Vida Cultural do Rio Grande do Sul (com Herbert Caro, Guilhermino César e Paulo Moritz, 1975).

## Obra

### História

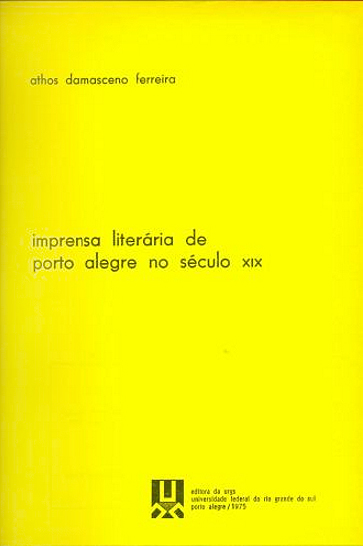
Capa do livro Imprensa Literária de Porto Alegre no Século XIX (1975).

Segundo Maria Beatriz Papaléo, Damasceno abordava a História numa óptica peculiar, rejeitando revestir o passado de mitologias e enfocando os aspectos populares e mesmo humorísticos, criando um retrato original da cidade que recuperava informações pouco valorizadas por outros historiadores, sendo, em suas palavras, um "artífice minucioso do cotidiano” que deixou um "inventário popular da cidade”. Isso no entanto não rebaixa o interesse de suas pesquisas, cuja seriedade e competência é amplamente reconhecida, ao contrário, acrescenta riqueza humana ao corpo historiográfico. Disse Joana Figueiredo que "como intelectual à frente do seu tempo, o autor já sabia que nem toda a história se faz de mito e de grandeza, mas de pontos e linhas, nós e botões — com algumas miçangas e turbantes para dar cor e alegria".
Em obras que são um misto de crônica e ensaio histórico, como Imagens Sentimentais da Cidade (1940, Prêmio Cidade de Porto Alegre) e Sacadas e Sacadinhas Porto-Alegrenses (1945), ele entrelaça sua veia de historiador com seu lado poético e sua vivência como cidadão, descrevendo as mudanças do cenário urbano pela passagem do tempo e as concomitantes mudanças dos significados sociais dos espaços e da vida de seus ocupantes, centrado no estudo da "identidade dos cidadãos porto-alegrenses, fragilizada diante do advento das transformações do espaço urbano em voga a partir dos anos 1940", como referiu Charles Monteiro, e ao mesmo tempo denunciando, consternado, o acelerado "apagamento das marcas da cidade de outrora", tais como as antigas edificações, visto que as entendia como elementos necessários para a preservação de um senso de identidade para os locais. Em sua escrita, como observou Gabriela Silva, ele faz uso recorrente da primeira pessoa e de interpelações ao leitor, entrelaçando memórias e vivências pessoais e coletivas à análise cítica da História, uma estratégia "para remeter o leitor a uma continuidade entre passado e presente, o que leva ao fortalecimento da identidade que se quer conformar". Isso não estorvava sua lucidez a respeito de aspectos do passado que haviam mudado para melhor, citando por exemplo as péssimas condições de higiene e o precário transporte público da Porto Alegre do século XIX, distinguindo-os dos aspectos que julgava essenciais serem conservados para a preservação da essência da identidade local.
Joana Figueiredo pensa que "ao historiar a região e a sua cidade, de forma sentimental e engajada, Athos Damasceno se insere como autor comprometido com o passado, seu presente e um futuro das letras e das artes do Rio Grande do Sul. Sua escrita é a um tempo memória e história, testemunho e documento". Para Figueiredo, seu papel na historiografia da arte rio-grandense se compara ao de Vasari para as artes italianas do Renascimento. "O seu interesse pelas imagens, fossem elas caricaturas de imprensa, roupas e têxteis ou esculturas missioneiras e a obra de pintores como Pedro Weingärtner, atestam um papel fundador de historiador da arte e da cultura visual no cenário de Porto Alegre e do Rio Grande do Sul". Porém, apesar de ser sistematicamente usado como referência pelos pesquisadores da arte contemporâneos, o autor, seu discurso e seus fundamentos teóricos e ideológicos ainda permanecem bastante à margem dos estudos acadêmicos. Figueiredo acrescenta que "evidenciar a sua contribuição de forma mais expressiva e lançar luz à sua produção escrita e intelectual em sua contribuição à historiografia da arte do Rio Grande do Sul é, hoje, mais que um desafio e uma necessidade: mas um acerto de contas com a própria História da Arte do Rio Grande do Sul".

### Regionalismo
Parte de seu trabalho como historiador esteve ligado à temática do gaúcho, um dos personagens formadores da cultura estadual e um tópico de grande interesse para os intelectuais de sua geração. Foi um articulador dos conceitos relativos ao regionalismo, tornando-se célebre a polêmica que travou com o tradicionalista Vargas Netto sobre este tema. Na época de sua atividade a oficialidade do Rio Grande do Sul buscava criar uma nova identidade cultural e política para o estado e seu povo, num tempo em que a cultura se internacionalizava e as antigas raízes culturais se dissolviam. Damasceno tomou parte ativa neste processo, analisando quais eram as rupturas com o passado e quais as continuidades, e como elas deveriam ser interpretadas e ressignificadas, considerando que a modernidade deveria ser incluída necessariamente na nova identidade que se buscava consolidar. Ele não negava o passado, de fato, o valorizava, mas exigia uma interpretação imparcial das fontes antigas, sem glamurizá-las, e condenava aqueles que tentavam ressuscitar acriticamente antigos modos de ser e ver o mundo passando ao largo das mudanças sociais que os tempos haviam trazido, os chamados saudosistas, que resumiam todo o povo rio-grandense na figura do gaúcho, então erigido como a imagem ideal do homem valente, livre e aguerrido, e centravam a herança cultural do estado no passado campeiro e militar e na contribuição lusa. É ilustrativo de sua posição um trecho de um dos artigos que alimentaram a polêmica com Vargas Netto:
"Devo ser sincero, eu não acredito muito no nosso regionalismo, sobretudo na poesia regionalista. [...] Ainda não consegui me compenetrar bem da 'viva realidade' que essas obras pretendem refletir. [...] Infeliz repetição de cenas, na maioria escassas de verdade, o mesmo amor pelo pingo [cavalo], a mesma chinoca [moça] abandonada no rancho, a mesma sovada tapera ao lado da qual nunca falta a sombra amorosa de um sovadíssimo umbu e, coroando toda essa lamentável sem-saboria, as balacas irritantes de desarticulados e inexpressivos gaúchos a estadear valentias à frente dos bolichos — peço licença para voltar a página e ir espairecer na janela. [...]
"O Rio Grande já não é mais simplesmente um vasto campo de criação de gado. Possuímos uma ampla zona colonial, onde homens de outras raças, de outros climas, trabalham, sofrem, lutam conosco pelo progresso do estado e onde se descobrem e se encontram os mais altos e sedutores motivos de beleza à espera de quem os interprete. Agita-se a porção mais numerosa da nossa população em cidades modernas e movimentadas onde os dramas mais intensos, as tragédias mais perturbantes, as conquistas mais audaciosas, estão aí todos os dias a inspirar obras marcantes e de larga repercussão. Por que, então, vamos viver aferrados a um regionalismo saudosista, que já está inteiramente esgotado, que não é mais a nossa expressão, que já não representa mais nada no complexo do nosso ambiente social e moral? [...] Será possível que, se amanhã tivermos de apresentar-nos fora daqui, na França, no Industão ou no inferno, teremos de levar um petiço [cavalo] a cabresto, à maneira de ficha de identidade ou credenciais acreditadas?" 

### Literatura

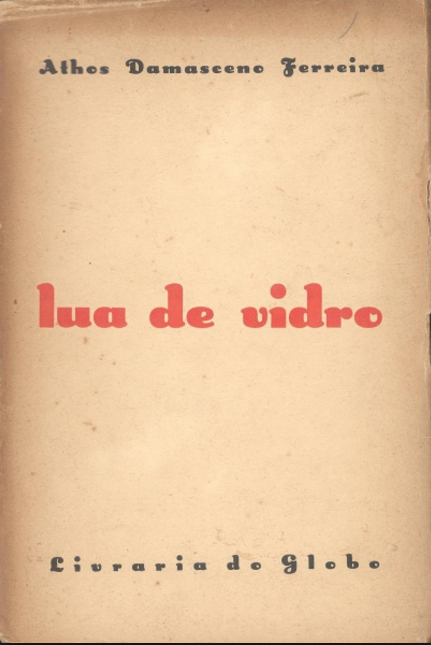
Capa de Lua de Vidro.

No início sua obra poética foi influenciada pelo Simbolismo de poetas como Mallarmé, Rodenbach e Verlaine e músicos como Debussy, deixando duas notáveis coleções de peças neste estilo. A primeira, Poemas do Sonho e da Desesperança (1925), é dedicada à sua esposa, Clara, e centrada na temática de um amor místico e espiritual, tingido pela melancolia, pelo sentimento de saudade e pelo desejo de evasão da realidade, que eram compensados pela esperança e pela piedade. A segunda, Poemas de Minha Cidade (1936), é um dos pontos culminantes do Simbolismo em terras gaúchas, criando as mesmas atmosferas enevoadas, crepusculares e subjetivas da outra obra, mas também adicionando toques de ironia e humor, e revelando, como afirma Cristiano Fretta, "um artista cônscio da universalidade da literatura mas extremamente atrelado ao meio (provinciano) em que se encontrava", "o que significa dizer que os artistas da época tinham nítida consciência do que era a cidade de então". Neste ínterim já havia feito experiências com o Modernismo na coleção Lua de Vidro (1930), que da mesma forma permanece como uma das principais contribuições gaúchas a esta escola.
Damasceno fez parte do grupo de intelectuais e artistas que frequentava o Café Colombo, em sua geração um dos principais fóruns de debates ideológicos, políticos, literários e estéticos da cidade, embora, de acordo com o testemunho de Paulo de Gouvêa, não ocupasse no grupo uma posição proeminente: "Não esquentou o lugar. [...] Chegava, dava um 'buenas' para a turma, conversava um quase-nada e ia adiante — para a caverna de Caco, para a cumeeira do Fujiama, para as terras do Pássaro Azul? Ninguém sabia por que estranhas veredas ia o poeta, rumo ao porto indefinido onde ancorava seu barco". Apesar disso, para Cristiano Fretta a sua produção é representativa dos interesses do grupo, especialmente pela abordagem que faz de Porto Alegre e pela adoção em sua obra literária de princípios estéticos comuns a todos. Estava como os outros, como pensa Regina Zilberman, engajado no processo de renovação da literatura local através da incorporação de novidades introduzidas pelas vanguardas modernas, mas preservando laços com o passado e a literatura anterior.
Serve de ilustração da primeira etapa um trecho do poema Praça da Harmonia, escrito para cantar a antiga praça, rodeada de frades de pedra, alumiada de lampiões a gás, debaixo das paineiras, com estátuas de louça à beira das aleias, que era um dos pontos de encontro dos poetas locais e que foi desmantelada para dar espaço para o Cais Mauá:
Que é dos poetas que, um dia, ó velha praça morta,
embriagaste com o filtro amável dos teus luares, 
das tuas sombras cariciosas,
dos teus silêncios confidentes?...
Tristes vozes de outrora, eu sei, muitas calaram
para sempre...
E hoje, mesmo de ti, nada mais nos ficou... [...]
És um deserto só... Ninguém mais te procura! ...
Nem sequer o fantasma andejo da saudade
vem percorrer, à noite, as tuas alamedas...
Mas a bruma outonal te amortalha, no ocaso,
e, abrindo sobre ti as grandes sombras quietas,
dá-te ainda a ilusão, sob as folhas caindo,
de que a cidade chora o jardim dos seus poetas...
No campo da literatura em prosa devem ser citados as novelas Moleque: novelinha de arrabalde (1938) e Menininha (1941), e o livro de contos Persianas Verdes: contos e manchas (1967), que ambientam personagens prosaicos nos cenários humildes das ruas e casarios da periferia, nos bares e festas populares, levando vidas muitas vezes miseráveis, tristonhas e desprovidas de sentido, perdidos em sonhos insatisfeitos de liberdade e justiça e excluídos do buliço brilhante e dos grandes eventos dos centros urbanos, uma temática que conheceu grande voga na época. O autor reconheceu seu débito especial para com Eça de Queiroz: "Nenhum de nós escapou à influência de Eça de Queiroz. Não adianta torcer o nariz, pretendendo esconder o que é tão claro. Escritor muito mais brasileiro do que português, ele foi para nós uma espécie de irmão mais velho, a quem se admirava e imitava. Na nossa literatura houve muito do seu monóculo". Erico Veríssimo tinha sua obra artística em grande conta, louvando sua "prosa nítida, destra, [que] sabe contar uma história e fazer um poema. Hábil malabarista verbal, é capaz de dar interesse novelesco aos assuntos mais insípidos e pesados". Foi também um sensível e arguto crítico literário.

## Legado
Sua contribuição historiográfica ainda é uma referência obrigatória, e sua destacada posição como fundador da história da arte gaúcha e um dos principais historiadores de Porto Alegre e do Rio Grande do Sul continua indisputada. Como disse Celso Luft, sua produção neste campo é preciosa, sendo autor culto, de grande capacidade analítica e interpretativa, que manejando uma prosa tersa e fluente deixou livros ao mesmo tempo instrutivos e agradáveis à leitura.
Por outro lado, sua produção poética e literária, "amplamente difundida e admirada", que lhe deu renome nacional enquanto viveu e fez Carlos Reverbel chamá-lo de poeta "de primeira água", está agora bastante esquecida. Segundo Luís Augusto Fischer, ele foi "um dos grandes escritores sul-riograndenses ofuscados pela notável qualidade literária de Erico Verissimo".
Sua obra completa e 28 pastas de material de pesquisa e correspondência estão depositadas no Instituto Histórico e Geográfico do Rio Grande do Sul. Armando Albuquerque musicou várias de suas poesias. Em 1975 foi escolhido como o patrono da Feira do Livro de Porto Alegre, cidade que o homenageou batizando uma praça com seu nome.